# Liste der Biografien/Mie
Liste der Biografien |
Portal Biografien |
Personensuche
# |
A |
B |
C |
D |
E |
F |
G |
H |
I |
J |
K |
L |
M |
N |
O |
P |
Q |
R |
S |
T |
U |
V |
W |
X |
Y |
Z |
?
 
Ma |
Mb |
Mc |
Md |
Me |
Mf |
Mg |
Mh |
Mi |
Mj |
Mk |
Ml |
Mm |
Mn |
Mo |
Mp |
Mq |
Mr |
Ms |
Mt |
Mu |
Mv |
Mw |
Mx |
My |
Mz
 
Mia |
Mib |
Mic |
Mid |
Mie |
Mif |
Mig |
Mih–Mik |
Mil |
Mim |
Min |
Mio |
Mip |
Miq |
Mir |
Mis |
Mit |
Miu |
Miv |
Miw |
Mix |
Miy |
Miz
Die Liste der Biografien führt alle Personen auf, die in der deutschsprachigen Wikipedia einen Artikel haben. Dieses ist eine Teilliste mit 394 Einträgen von Personen, deren Namen mit den Buchstaben „Mie“ beginnt.

## Mie
- Mie, Friedrich (1865–1911), deutscher Gymnasiallehrer und Althistoriker
- Mie, Gustav (1868–1957), deutscher Physiker, Entdecker der Mie-StreuungGustav Mie (1868–1957)

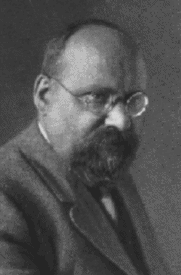
Gustav Mie (1868–1957)

### Mieb
- Miebach, Ferdi (* 1938), deutscher Judoka und Judotrainer
- Miebach, Hannes (1902–1934), deutscher rechtsradikaler Aktivist und mehrfacher Mörder
- Miebach, Harda-Distrid (* 1939), deutsche Autorin und Philosophin
- Miebach, Klaus (* 1944), deutscher Bundesrichter und Rechtswissenschaftler
- Miebach, Manuela (* 1950), deutsche Schauspielerin, Sängerin, Journalistin, Autorin, Librettistin und Musikkritikerin
- Miebach, Michael (1828–1916), Bauunternehmer in Köln-Kalk
- Miebach, Michael (* 1968), deutscher Manager

### Miec
- Mięciel, Marcin (* 1975), polnischer Fußballspieler
- Mieck, Ilja (1932–2010), deutscher Historiker
- Miecław († 1047), polnischer Herzog
- Mieczkowski, Wladislaus von (1877–1959), polnischer Jurist, Bankier und Politiker, MdR

### Mied
- Miedan, Andreas von (1614–1686), bayerischer Jurist
- Miedaner, Heinz (* 1941), deutscher Brauwissenschaftler
- Miede, Carl Heinrich (1788–1851), deutscher Pastor, Schulleiter, Autor und Herausgeber in Göttingen
- Miedel, Julius (1863–1940), Lehrer, Stadtarchivar, Historiker und Memminger Ehrenbürger
- Miedel, Klaus (1915–2000), deutscher Schauspieler und Synchronsprecher
- Miedema, Anner (* 1990), niederländischer Radsporttrainer, Eisschnellläufer und Radsportler
- Miedema, David (* 1989), niederländischer Schachspieler
- Miedema, Nine (* 1964), niederländische Germanistin
- Miedema, Patrick (* 1990), niederländischer Handballspieler
- Miedema, Rein (1835–1912), niederländischer Maler
- Miedema, Simon (1860–1934), niederländischer Bildhauer
- Miedema, Vivianne (* 1996), niederländische FußballnationalspielerinVivianne Miedema (* 1996)

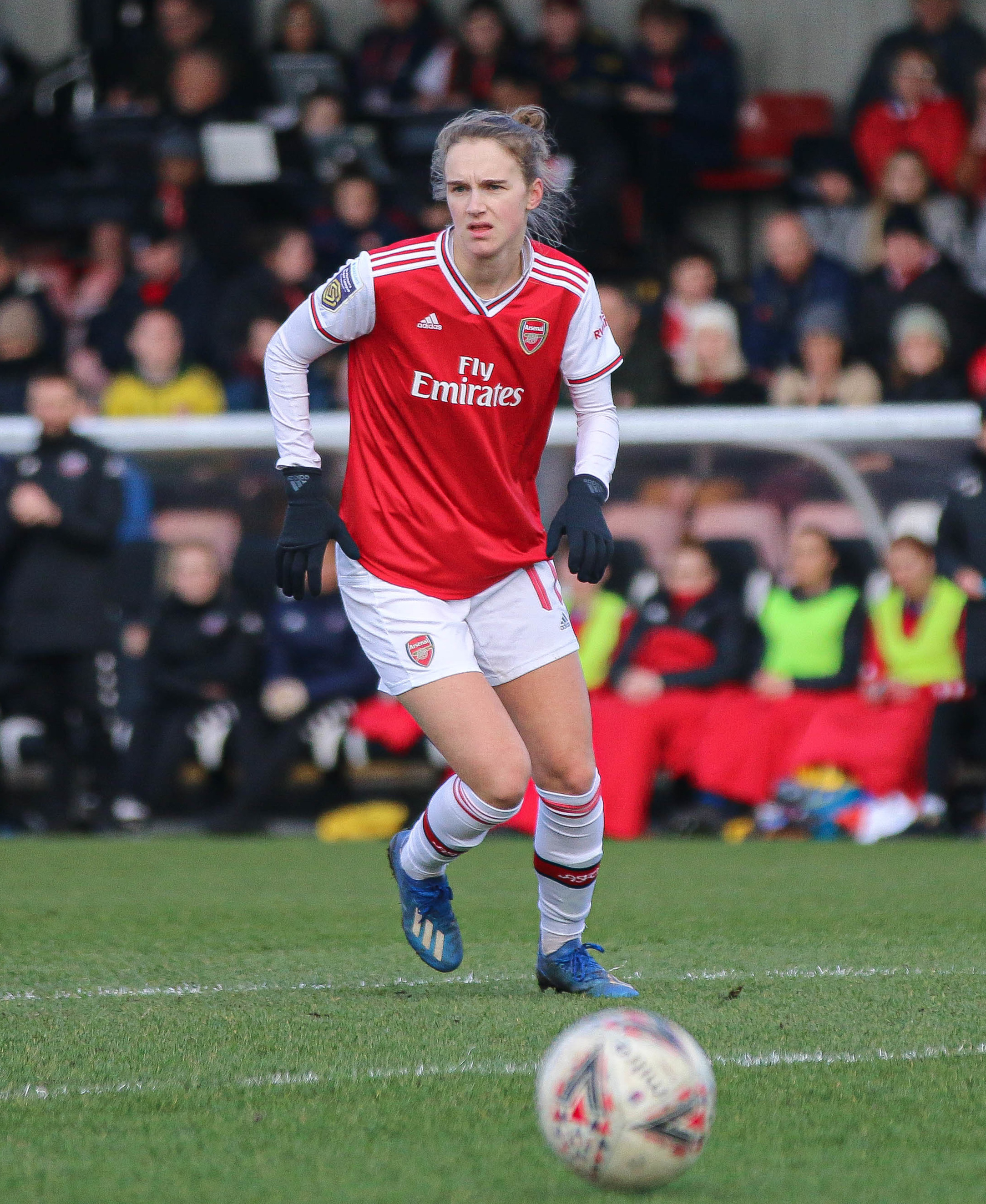
Vivianne Miedema (* 1996)

- Mieden, Peter (1882–1962), deutscher Landwirt, Landwirtschaftsfunktionär und Politiker (Zentrum, CDU) in Rheinland-Pfalz
- Mieden, Petra van der, deutsch-niederländische Opern-, Operetten-, Lied-, Konzert- und Oratoriensängerin (Sopran)
- Mieder, Eckhard (* 1953), deutscher Journalist, Schriftsteller und Filmemacher
- Mieder, Wolfgang (* 1944), deutscher Germanist und Parömiologe (Sprichwortkundler)
- Miederer, Heinz (1928–1990), deutscher Pfarrer, Rektor des Diakoniewerks Neuendettelsau
- Miederer, Siegfried Ernst (* 1942), deutscher Gastroenterologe und Hochschullehrer
- Mieding, Johann Martin (1725–1782), deutscher Tischler
- Miedinger, Gérard (1912–1995), Schweizer Grafiker, Ausstellungsgestalter und Plakatkünstler
- Miedinger, Max (1910–1980), Schweizer Grafiker und Typograf
- Miedke, Carl (1773–1839), deutscher Schauspieler, Regisseur und Theaterautor
- Miedke, Charlotte (1781–1806), deutsche Sängerin und Theaterschauspielerin
- Miedke, Friedrich Georg Leonhard (1803–1842), deutscher Sänger, Komponist, Schauspieler und Regisseur
- Miedl, Alois (1903–1970), deutscher Kunsthändler
- Miedl, Martina (* 1996), österreichische Violinistin
- Miedl, Michael (* 1980), deutscher Fußballspieler
- Miedl, Oswald (* 1940), österreichischer Maler und Kunstpädagoge
- Miedl, Werner (* 1955), österreichischer Politiker (ÖVP), Abgeordneter zum Nationalrat
- Miedl-Pisecky, Doris (* 1948), österreichische Malerin und Kunstpädagogin
- Miedler, Lucas (* 1996), österreichischer TennisspielerLucas Miedler (* 1996)

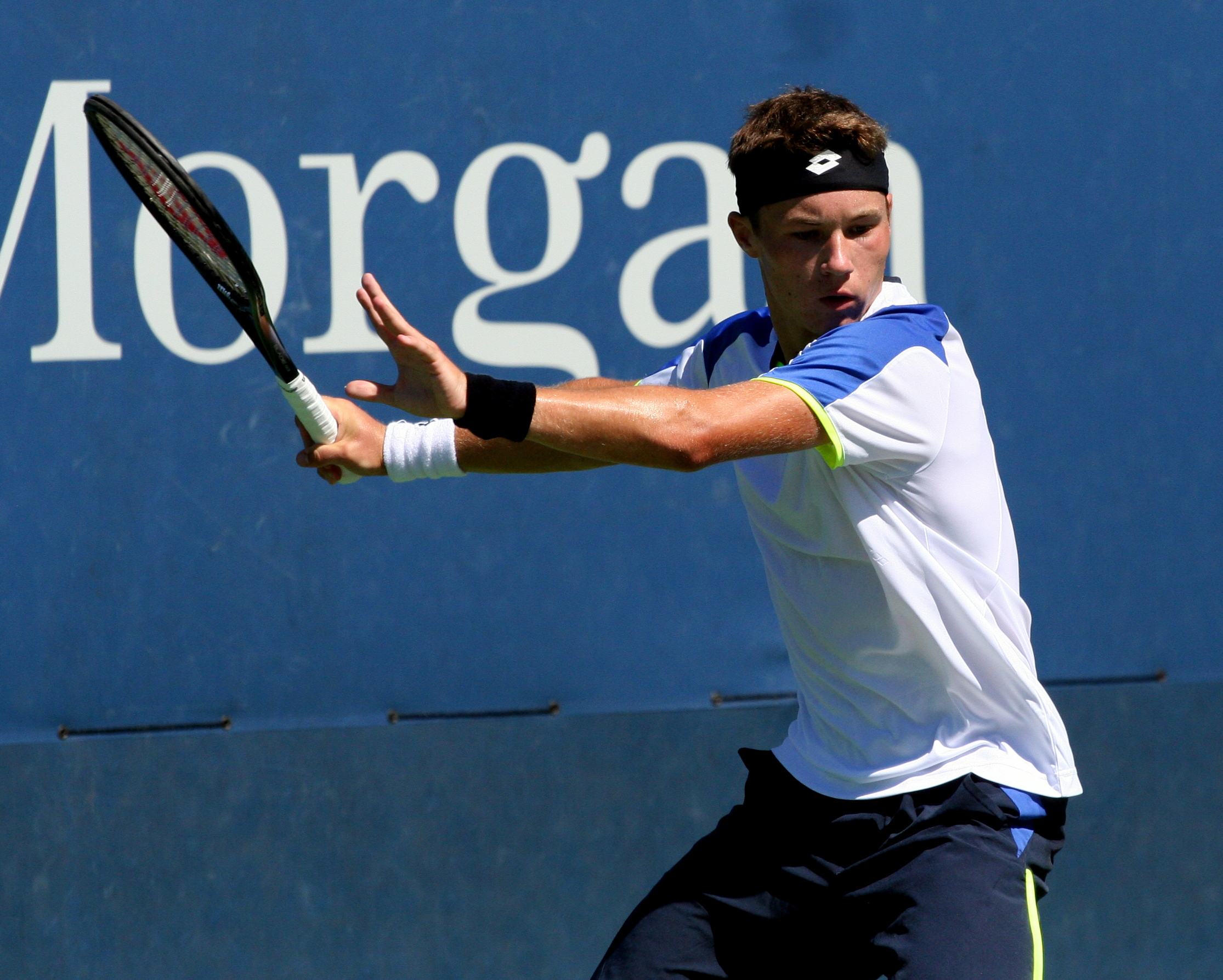
Lucas Miedler (* 1996)

- Miedler, Nora (1977–2018), österreichische Schriftstellerin und Schauspielerin
- Miedtke, Paul A. (1894–1959), US-amerikanischer Musiker und Marschmusikkomponist
- Miedzik, Jeff (* 1958), kanadischer Eishockeyspieler

### Mieg
- Mieg, Armand (1834–1917), bayrischer Offizier und Waffenkonstrukteur
- Mieg, Arnold Friedrich von (1778–1842), deutscher Politiker
- Mieg, Hans von (1865–1945), deutscher Generalmajor
- Mieg, Harald A. (* 1961), deutscher Sozialwissenschaftler und Herausgeber von Wissenschaftskompendien
- Mieg, Johann Christoph Ludwig (1731–1807), deutscher lutherischer Geistlicher
- Mieg, Johann Friedrich (1642–1691), deutscher reformierter Theologe und Hochschullehrer
- Mieg, Johann Friedrich (1700–1788), deutscher Historiker und reformierter Kirchenbeamter
- Mieg, Johann Friedrich (1744–1819), deutscher reformierter Prediger, Freimaurer und Illuminat
- Mieg, Johann Friedrich Ludwig von (1773–1822), württembergischer Oberamtmann
- Mieg, Johann Kasimir (1712–1764), deutscher reformierter Prediger, Theologe und Hochschullehrer
- Mieg, Johann Rudolf (1694–1733), Schweizer Mediziner, Botaniker und Hochschullehrer
- Mieg, Ludwig Christian (1668–1740), deutscher reformierter Prediger, Theologe und Hochschullehrer
- Mieg, Ludwig Georg (1705–1761), deutscher reformierter Prediger, Theologe und Hochschullehrer
- Mieg, Peter (1906–1990), Schweizer Komponist
- Mieg-Koechlin, Jean (1819–1904), deutsch-französischer Industrieller, Bürgermeister, MdLA
- Miège, Guy, englischer Romanist, Anglist und Lexikograf Schweizer Herkunft
- Miège, Jacques (1914–1993), französischer Botaniker
- Miège, John Baptiste (1815–1884), römisch-katholischer Ordensgeistlicher, Apostolischer Vikar von Kansas
- Miegel, Agnes (1879–1964), deutsche Schriftstellerin, Journalistin und BalladendichterinAgnes Miegel (1879–1964)

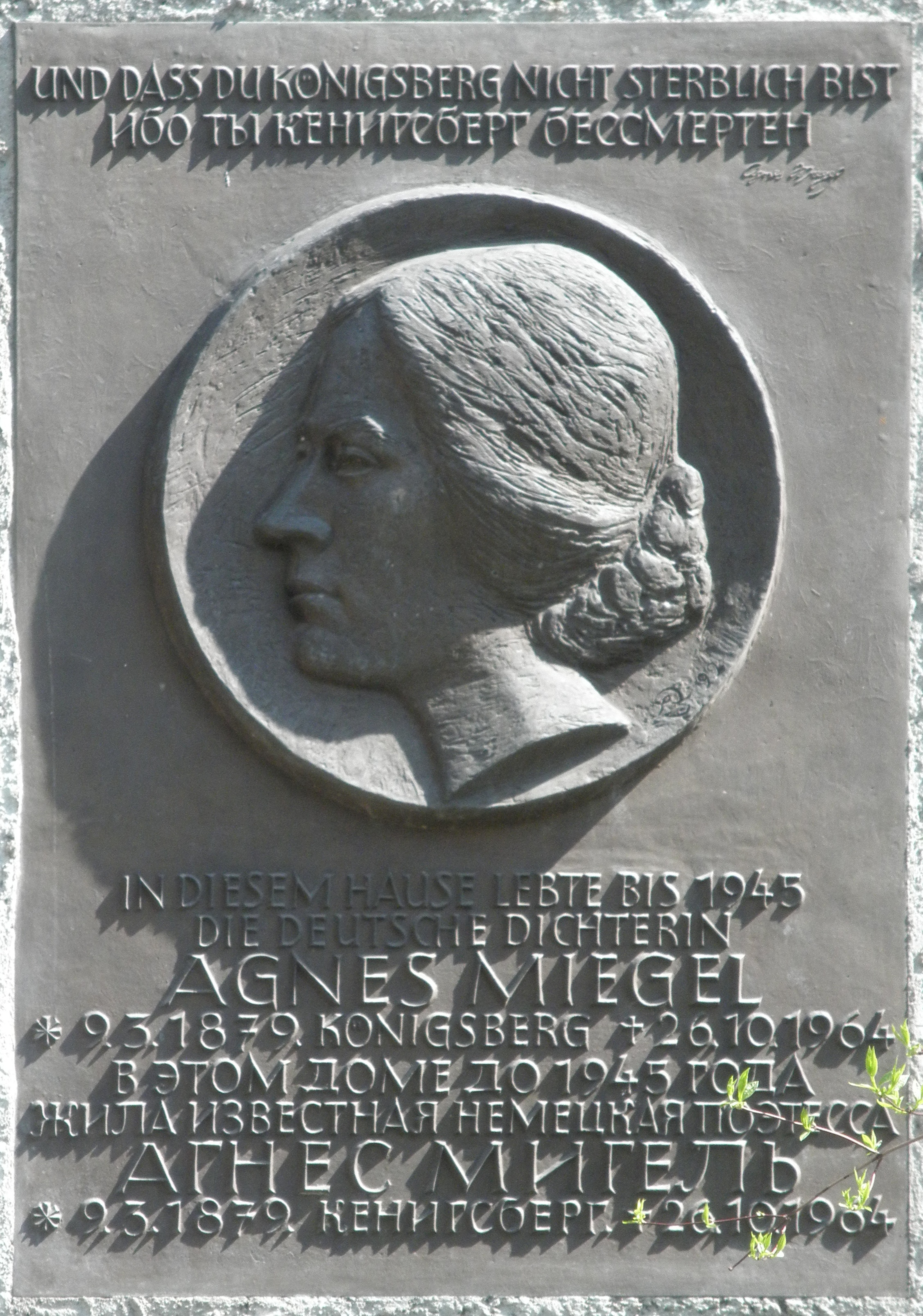
Agnes Miegel (1879–1964)

- Miegel, Konrad (* 1959), deutscher Hydrologe
- Miegel, Meinhard (* 1939), deutscher Jurist und Sozialwissenschaftler
- Miegoń, Władysław (1892–1942), polnischer Militärgeistlicher, als Märtyrer seliggesprochen

### Mieh
- Miehe, Curt (1903–1965), deutscher Jurist und Politiker (SPD)
- Miehe, Hugo (1875–1932), deutscher Botaniker und Hochschullehrer
- Miehe, Ludwig (1939–2014), deutscher Autor
- Miehe, Olaf (1935–2010), deutscher Jurist und Hochschullehrer
- Miehe, Ulf (1940–1989), deutscher Schriftsteller, Drehbuchautor und Regisseur
- Miehe-Renard, Camilla (* 1965), dänische Journalistin, Moderatorin und Drehbuchautorin
- Miehe-Renard, Katja (* 1943), dänische Schauspielerin
- Miehe-Renard, Louis (1919–1997), dänischer Schauspieler
- Miehe-Renard, Malthe (* 1991), dänischer Schauspieler, Drehbuchautor und Filmeditor
- Miehe-Renard, Martin (* 1956), dänischer Schauspieler, Schriftsteller, Filmproduzent, Regisseur und Filmkomponist
- Miehe-Renard, Oliver (1989–2021), dänischer Schauspieler
- Miehe-Renard, Pierre (* 1945), dänischer Schauspieler
- Miehe-Renard, Sally (* 1997), dänische Schauspielerin
- Miehl, Melanie (* 1972), deutsche Islamwissenschaftlerin, ehemalige Vorsitzende des KCID
- Miehle, Torben (* 1973), deutscher Musiker, Schauspieler und Filmregisseur
- Miehler, Otto (1903–1982), deutscher Dirigent und Komponist
- Miehling, Klaus (* 1963), deutscher Cembalist, Komponist und Musikwissenschaftler
- Miehling, Peter (1917–1955), deutscher Politiker (WAV), MdL Bayern
- Miehling, Ronald (1950–2022), deutscher DrogendealerRonald Miehling (1950–2022)

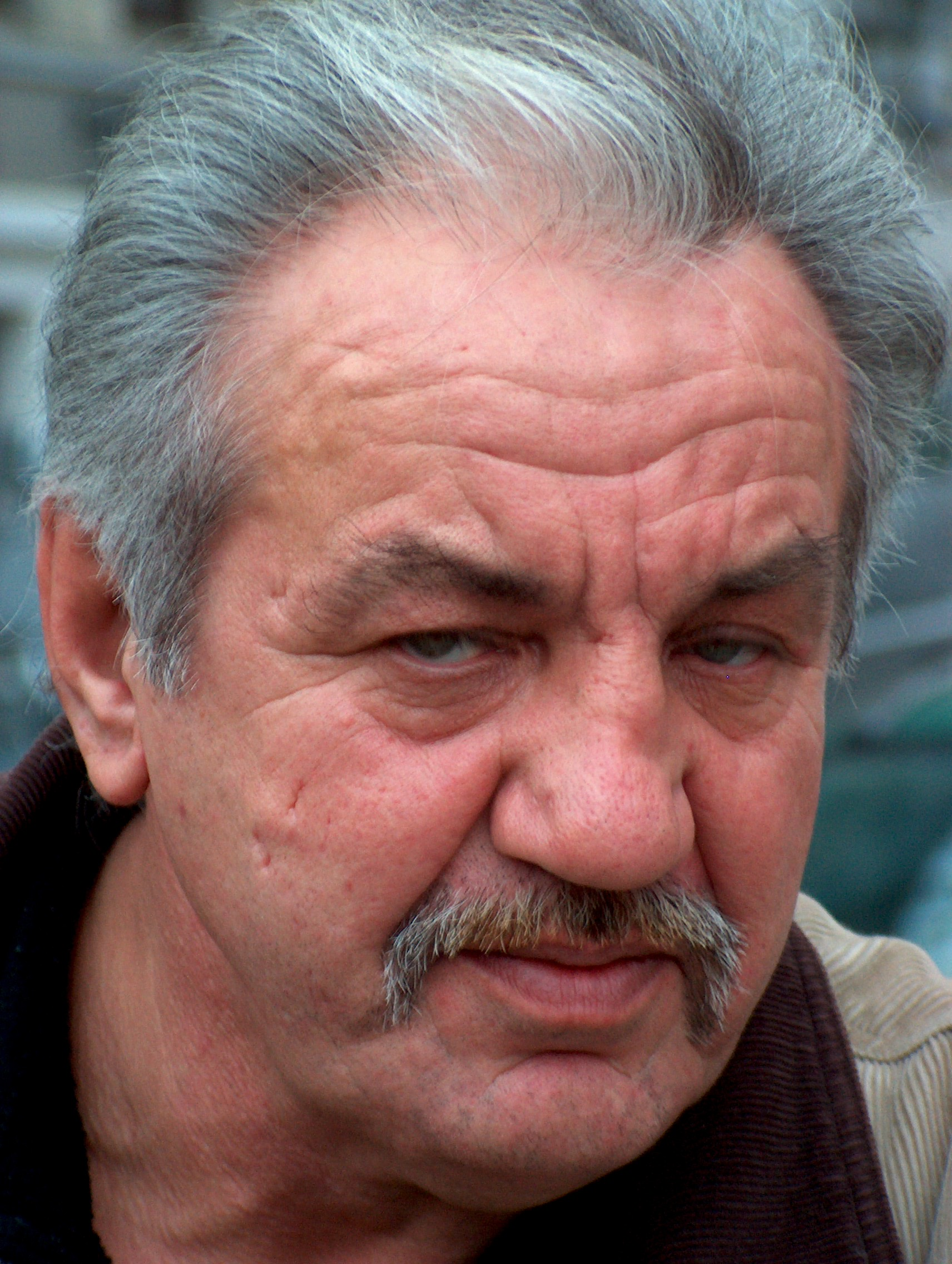
Ronald Miehling (1950–2022)

- Miehlke, Adolf (1917–2001), deutscher Mediziner
- Miehlke, Klaus (1916–2009), deutscher Internist
- Miehlke, Otto (1920–2008), deutscher Physiker, Leiter des Wasserstands- und Eisdienstes der DDR
- Miehlke, Rolf (* 1945), deutscher Orthopäde und Hochschullehrer
- Miehm, Daniel (* 1960), kanadischer Geistlicher, römisch-katholischer Bischof von Peterborough
- Miehm, Kevin (* 1969), kanadischer Eishockeyspieler
- Miehsler, Herbert (1934–1986), österreichischer Rechtswissenschaftler

### Miek
- Miekley, Fred († 1988), deutscher Musikmanager und Filmproduzent
- Mieko Nisimura, Daniella (* 1994), brasilianische Speerwerferin

### Miel
- Miel, Edme-François-Antoine-Marie (1775–1842), französischer Verwaltungsbeamter, Kunstkritiker und Musikschriftsteller
- Mielants, Tim (* 1979), belgischer Filmregisseur und Drehbuchautor
- Mielatz, Charles (1864–1919), deutsch-amerikanischer Maler, Lithograf, Radierer und Kunstlehrer; Pionier der Mehrplatten-Farbradierung
- Mielcarski, Grzegorz (* 1971), polnischer Fußballspieler
- Mielcarz, Magdalena (* 1978), polnische Schauspielerin und Model
- Mielche, Edouard (1905–1969), dänischer Schauspieler
- Mielck, Ernst (1877–1899), finnischer Pianist und Komponist
- Mielck, Wilhelm (1878–1933), deutscher Meeresbiologe
- Mielck, Wilhelm Hildemar (1840–1896), deutscher Apotheker und Sprachforscher
- Mielczewski, Marcin († 1651), polnischer Komponist
- Mields, Dorothee (* 1971), deutsche Sopranistin
- Mields, Rune (* 1935), deutsche bildende Künstlerin
- Mields-Kratochwil, Liz (* 1949), deutsche Bildhauerin
- Miele, André (* 1987), brasilianischer Tennisspieler
- Miele, Andy (* 1988), US-amerikanischer Eishockeyspieler
- Miele, Bill (1952–2023), US-amerikanischer Jazzmusiker (Bass)
- Miele, Carl (1869–1938), deutscher Konstrukteur und UnternehmerCarl Miele (1869–1938)

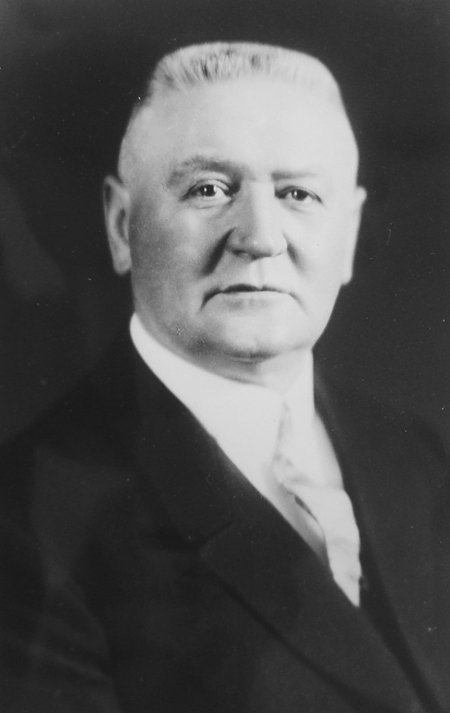
Carl Miele (1869–1938)

- Miele, Hermann (1834–1890), deutscher Kunstschreiner
- Miele, Markus (* 1968), deutscher Manager, Mitglied der Geschäftsführung von Miele
- Miele, Rudolf (1929–2004), deutscher Unternehmer
- Mielecki, Alexander von (1915–1974), deutscher Kommunalpolitiker
- Mielecki, Carl Adam von (1753–1817), preußischer Kammerherr und Landrat
- Mielenhausen, Erhard (* 1942), deutscher Wirtschaftswissenschaftler
- Mielenhausen, Oda (1938–2010), deutsche Tischtennisspielerin
- Mielentz, Fritz (1892–1945), deutscher Klassischer Philologe und Gymnasiallehrer
- Mielenz, Ingrid (* 1945), deutsche Sozialpolitikerin
- Mielenz, Willi (1895–1942), deutscher kommunistischer Widerstandskämpfer
- Mielers, Jörg (* 1964), deutscher Fußballspieler
- Mielert, Fritz (1879–1947), deutscher Fotograf und Schriftsteller
- Mielgo, Alberto (* 1979), spanischer Filmregisseur und Animator
- Mielgo, Pablo (* 1976), spanischer Dirigent
- Mieli, Aldo (1879–1950), italienischer Mathematik- und Wissenschaftshistoriker
- Mieli, Paolo (* 1949), italienischer Journalist
- Mielich, Adolf (1898–1993), deutscher Eisenbahningenieur
- Mielich, Alphons Leopold (1863–1929), österreichischer Genremaler des Orientalismus
- Mielich, Bärbl (* 1952), deutsche Politikerin (Bündnis 90/Die Grünen), MdL
- Mielich, Hans (1516–1573), deutscher Maler und Zeichner
- Mielichhofer, Ludwig (1814–1892), österreichischer Journalist, Schriftsteller und Musikkritiker
- Mielinis, Algimantas (* 1962), litauischer Politiker
- Mielitz, Christine (* 1949), deutsche Intendantin und Regisseurin
- Mielitz, Sebastian (* 1989), deutscher Fußballtorwart
- Mielke, Albert (1895–1933), deutscher Geistlicher, evangelischer Pfarrer
- Mielke, Alexander (* 1958), deutscher Mathematiker
- Mielke, Benjamin (* 1981), deutscher Bobfahrer
- Mielke, Bob (1926–2020), US-amerikanischer Jazzmusiker (Posaune)
- Mielke, Bruno (1936–2025), deutscher Offizier, zuletzt Brigadegeneral der Bundeswehr
- Mielke, Eckehard W. (* 1947), deutscher Physiker
- Mielke, Edgar (* 1962), deutscher Motorsport- und Fußballkommentator
- Mielke, Erich (1907–2000), deutscher Politiker (SED), MdV, Minister für Staatssicherheit der DDRErich Mielke (1907–2000)

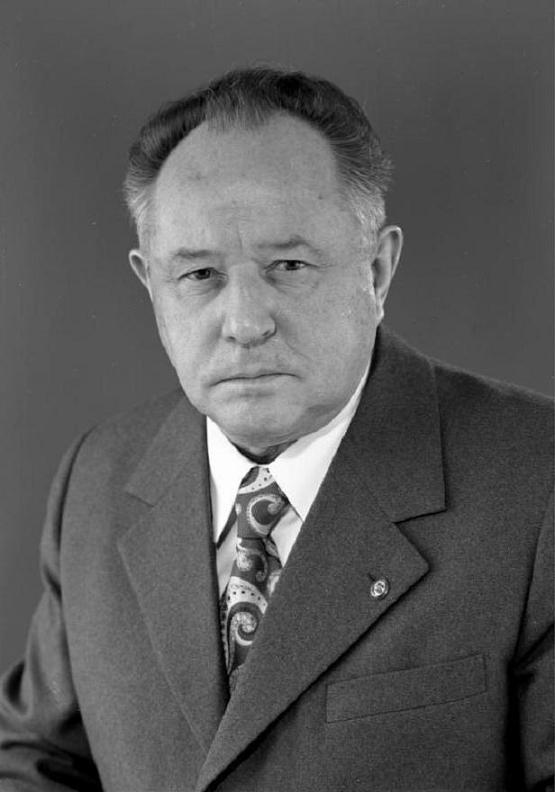
Erich Mielke (1907–2000)

- Mielke, Friedrich (1921–2018), deutscher Denkmalpfleger und Hochschullehrer, Treppenforscher
- Mielke, Gerd (* 1947), deutscher Politikwissenschaftler und Honorarprofessor
- Mielke, Gerd Willy (* 1945), deutscher Pädagoge
- Mielke, Gerhard-Peter (* 1941), deutscher Politiker (NDPD), MdV
- Mielke, Günter (1942–2010), deutscher Langstreckenläufer
- Mielke, Heinz (1923–2013), deutscher Publizist
- Mielke, Heinz (1931–2017), deutscher Veterinärphysiologe und Hochschullehrer
- Mielke, Heinz-Peter (* 1947), deutscher Historiker und Museumsleiter
- Mielke, Jasper (* 1982), deutscher Filmproduzent
- Mielke, Jörg (* 1959), deutscher Politiker (SPD)Jörg Mielke (* 1959)

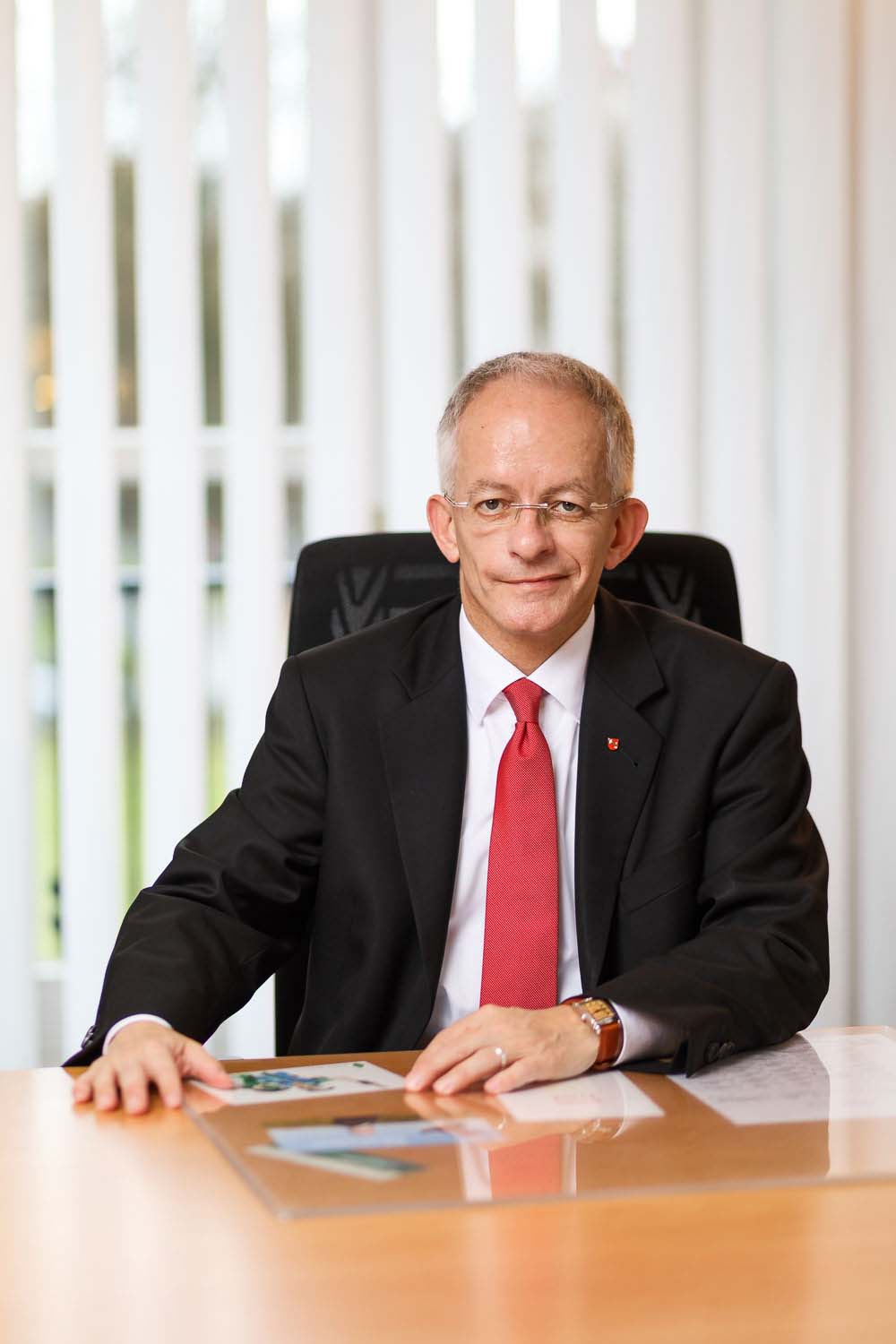
Jörg Mielke (* 1959)

- Mielke, Karsten (* 1977), deutscher Film- und Fernsehschauspieler
- Mielke, Marcus (* 1975), deutscher Ruderer
- Mielke, Oliver (* 1965), deutscher Regisseur, Autor und Produzent
- Mielke, Otto (1906–1958), deutscher Schriftsteller
- Mielke, Paula (1910–1946), deutsche Widerstandskämpferin gegen den Nationalsozialismus
- Mielke, Ralf (* 1963), deutscher Flötist
- Mielke, Rita (* 1957), deutsche Literaturwissenschaftlerin und Autorin
- Mielke, Robert (1863–1935), deutscher Volkskundler und Siedlungsforscher
- Mielke, Rosemarie (* 1949), deutsche Psychologin
- Mielke, Rüdiger (1944–2021), deutscher Fußballspieler
- Mielke, Sandra, deutsche Handballspielerin
- Mielke, Siegfried (* 1941), deutscher Politikwissenschaftler
- Mielke, Stephan (* 1969), deutscher Mediziner und Hochschulprofessor
- Mielke, Thomas R. P. (1940–2020), deutscher Science-Fiction-SchriftstellerThomas R. P. Mielke (1940–2020)

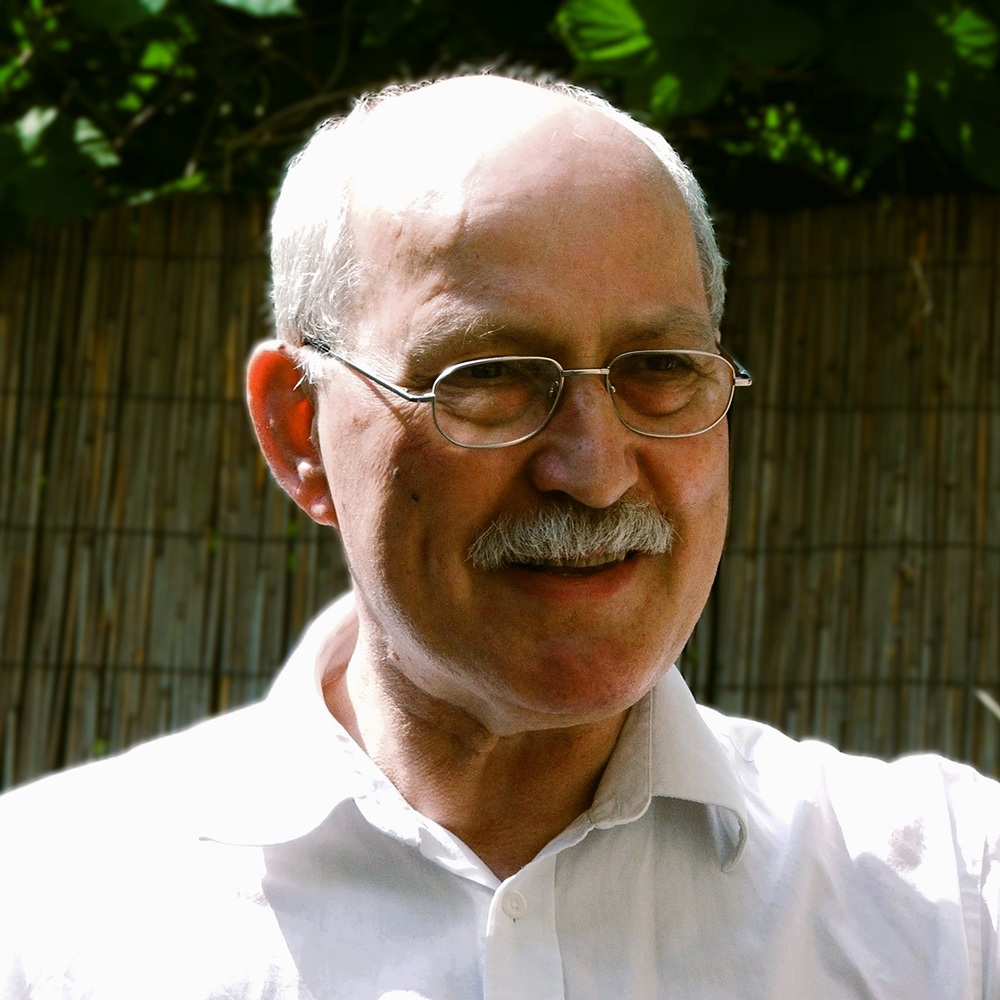
Thomas R. P. Mielke (1940–2020)

- Mielke-Offendal, Nadia (* 1994), dänische Handballspielerin
- Mielke-Westerlage, Angelika (* 1954), deutsche Politikerin (CDU), Bürgermeisterin von Meerbusch
- Miellet, Alexis (* 1995), französischer Leichtathlet
- Miellet, Edmond (1880–1953), französischer Politiker, Mitglied der Nationalversammlung und Minister
- Miélot, Jean († 1472), Schreiber, Illustrator, Sutor, Übersetzer und Priester, der im Herzogtum Burgund wirkte
- Mielsch, Harald (1944–2025), deutscher Klassischer Archäologe
- Mielziner, Jo (1901–1976), US-amerikanischer Artdirector und Szenenbildner
- Mielziner, Moses (1828–1903), Rabbi
- Mielzynski, Erin (* 1990), kanadische Skirennläuferin
- Mielżyński, Ignacy (1871–1938), polnischer Offizier und Gutsbesitzer
- Mielżyński, Mathias (1799–1870), polnischer Gutsbesitzer und Politiker

### Mien
- Mienert, Malte (* 1975), deutscher Psychologe und Hochschullehrer
- Mienes, Karl (1905–1990), deutscher Kunststoffchemiker und -techniker
- Mienie, Derek, südafrikanischer Snookerspieler
- Mienniel, Joce (* 1972), französischer Jazzmusiker (Flöte, Saxophon, Komposition)
- Mieno, Yasushi (1924–2012), japanischer Geschäftsmann und Banker
- Mienoumi, Tsuyoshi (* 1948), japanischer Sumōringer
- Mientus, Udo (1942–2020), deutscher Politiker (SPD), MdL

### Mier
- Mier Cáraves, Juanjo (1947–1997), spanischer Komponist und Musikpädagoge
- Mier y Ortuño, Ana de (* 1981), deutsch-spanische Filmeditorin
- Mier, Daniela, deutsche Psychologin und Professorin
- Mier, Hiram (* 1989), mexikanischer Fußballspieler
- Mier, Matías (* 1990), uruguayischer Fußballspieler
- Mier, Sebastián Bernardo de (1849–1911), mexikanischer Diplomat
- Miera, Vicente (* 1940), spanischer Fußballtrainer und Spieler
- Mierau, Dirk (* 1964), deutscher Schauspieler
- Mierau, Fritz (1934–2018), deutscher Slawist, Literarhistoriker, Übersetzer, Essayist und HerausgeberFritz Mierau (1934–2018)

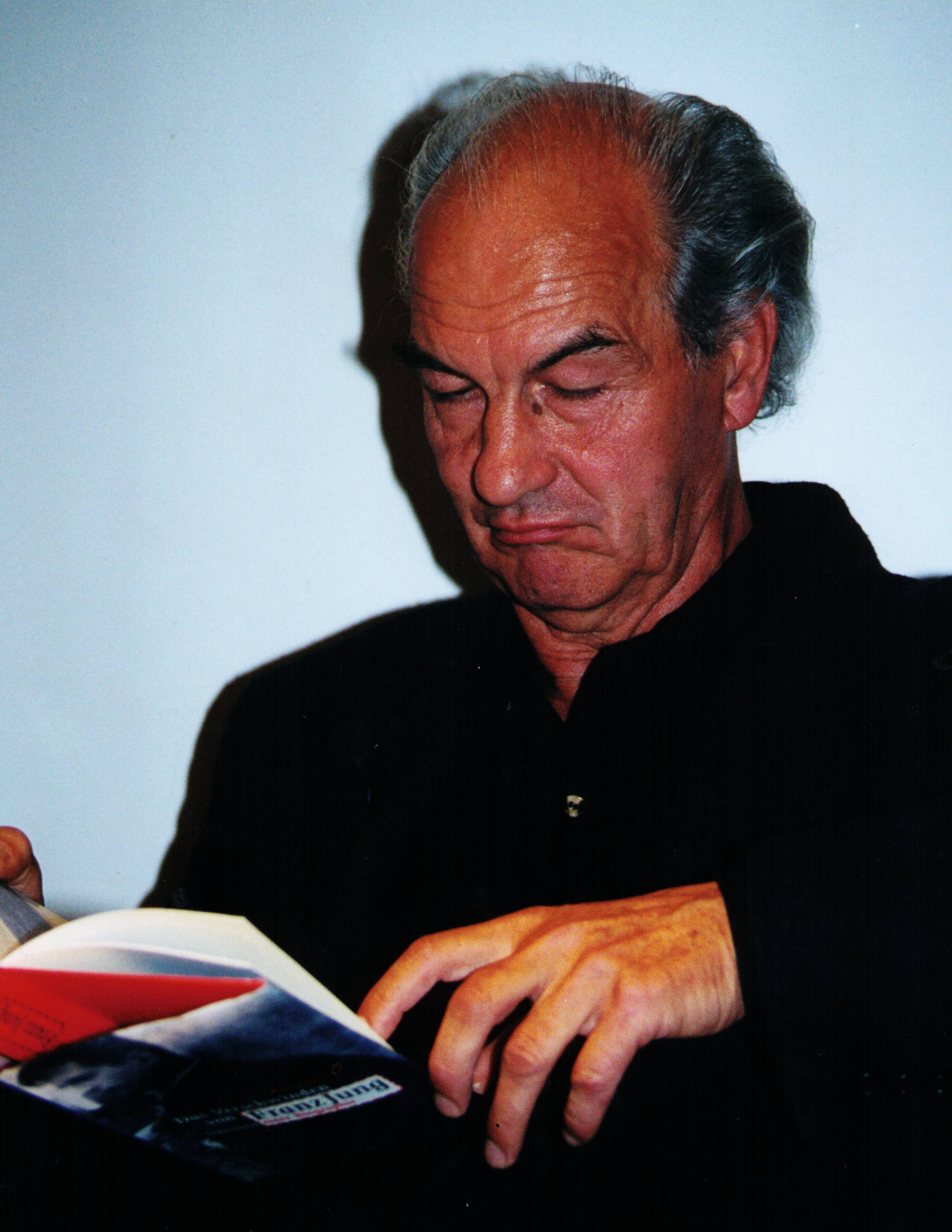
Fritz Mierau (1934–2018)

- Mierau, Heike Johanna, deutsche Historikerin
- Mierau, Susanne (* 1980), deutsche Autorin, Bloggerin und Kleinkindpädagogin
- Mierbach, Irmgard (* 1942), deutsche Politikerin (SPD), MdL
- Mierdel, Georg (1899–1987), deutscher Physiker, Elektrotechniker und Hochschullehrer
- Miereanu, Costin (* 1943), französischer Komponist und Musikwissenschaftler
- Miereczko, Maciek (* 1979), deutsch-polnischer Langstreckenläufer
- Mierendorf, Tetje (* 1972), deutscher Schauspieler und MusicaldarstellerTetje Mierendorf (* 1972)

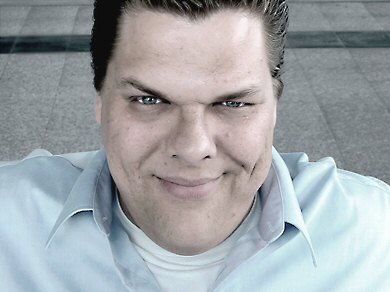
Tetje Mierendorf (* 1972)

- Mierendorff, Carlo (1897–1943), deutscher Politiker (SPD), MdR und Journalist
- Mierendorff, Hans (1882–1955), deutscher Schauspieler
- Mierendorff, Johanna (* 1966), deutsche Sozialpädagogin und Hochschullehrerin
- Mierendorff, Kay (1946–2012), deutscher Fluchthelfer
- Mierendorff, Marcus (* 1964), deutscher Politiker (CDU)
- Mierendorff, Marta (1911–2002), deutsch-US-amerikanische Soziologin, Theaterwissenschaftlerin und Exilforscherin
- Mieres, Carlos (* 1952), Gitarrist
- Mieres, Eduardo (* 1984), uruguayischer Fußballspieler
- Mieres, Pablo (* 1959), uruguayischer Politiker
- Mieres, Roberto (1924–2012), argentinischer Formel-1-Rennfahrer
- Mieres, Rodrigo (* 1989), uruguayischer Fußballspieler
- Mierevelt, Michiel van (1567–1641), holländischer Maler
- Miericke, Max (1893–1958), deutscher Politiker (LDP, FDP), MdA
- Mieris, Frans van der Ältere (1635–1681), niederländischer Porträt-, Historien- und Genremaler
- Mieris, Frans van der Jüngere (1689–1763), niederländischer Genre- und Bildnismaler und Radierer
- Mieris, Jan van (1660–1690), niederländischer Genre- und Porträtmaler des Barock
- Mieris, Willem van (1662–1747), niederländischer Genre-, Historien- und Porträtmaler
- Mieritz, Louise (* 1971), dänische Schauspielerin
- Mierke, Gesine (* 1977), deutsche germanistische Mediävistin
- Mierke, Karl (1896–1971), deutscher Psychologe, Pädagoge und Hochschullehrer
- Mierke, Udo, deutscher Regisseur, Theaterleiter, Dramaturg und Verleger
- Mierlo, Godfried van (1518–1587), niederländischer römisch-katholischer Bischof von Haarlem
- Mierlo, Hans van (1931–2010), niederländischer Politiker und Mitbegründer der D66Hans van Mierlo (1931–2010)

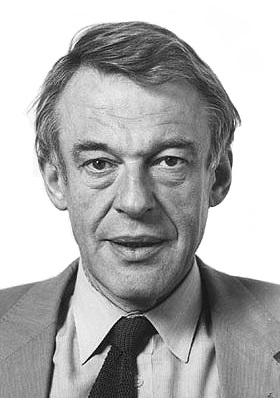
Hans van Mierlo (1931–2010)

- Miermont, Grégory (* 1979), französischer Mathematiker
- Mierop, Lodewijk van (1876–1930), niederländischer Autor und Anarchist
- Mierosławski, Ludwik (1814–1878), polnischer Revolutionär
- Mieroszowski, Stanisław (1827–1900), polnischer Politiker, Schriftsteller und Historiker
- Miers, Harriet (* 1945), US-amerikanische Juristin, Rechtsberaterin des US-Präsidenten George W. Bush
- Miers, Henry Alexander (1858–1942), britischer Mineraloge
- Miers, Horst E. (1928–2011), deutscher Autor und Genealoge
- Miers, John (1789–1879), britischer Botaniker und Bauingenieur
- Miers, Robert W. (1848–1930), US-amerikanischer Politiker
- Miersch, Alfred (* 1951), deutscher Schriftsteller und Verleger
- Miersch, Ekkehard (* 1936), deutscher Schwimmer
- Miersch, Karl (1894–1969), deutscher Maler, Grafiker und Illustrator
- Miersch, Karl-Heinz (* 1947), deutscher Radrennfahrer
- Miersch, Konrad (1907–1942), deutscher Moderner Fünfkämpfer und Fechter
- Miersch, Matthias (* 1968), deutscher Politiker (SPD)Matthias Miersch (* 1968)

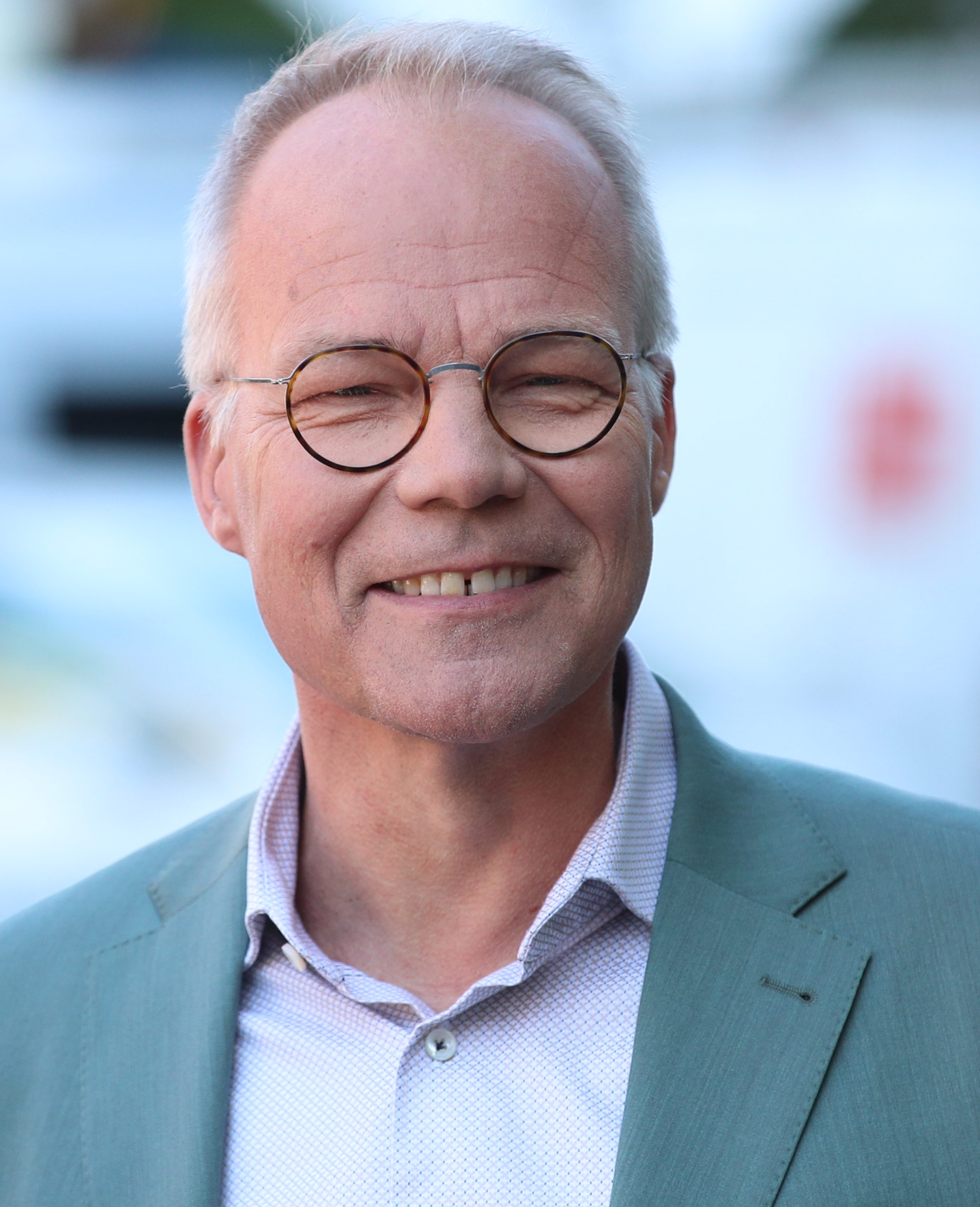
Matthias Miersch (* 1968)

- Miersch, Michael (* 1956), deutscher Publizist und DokumentarfilmerMichael Miersch (* 1956)

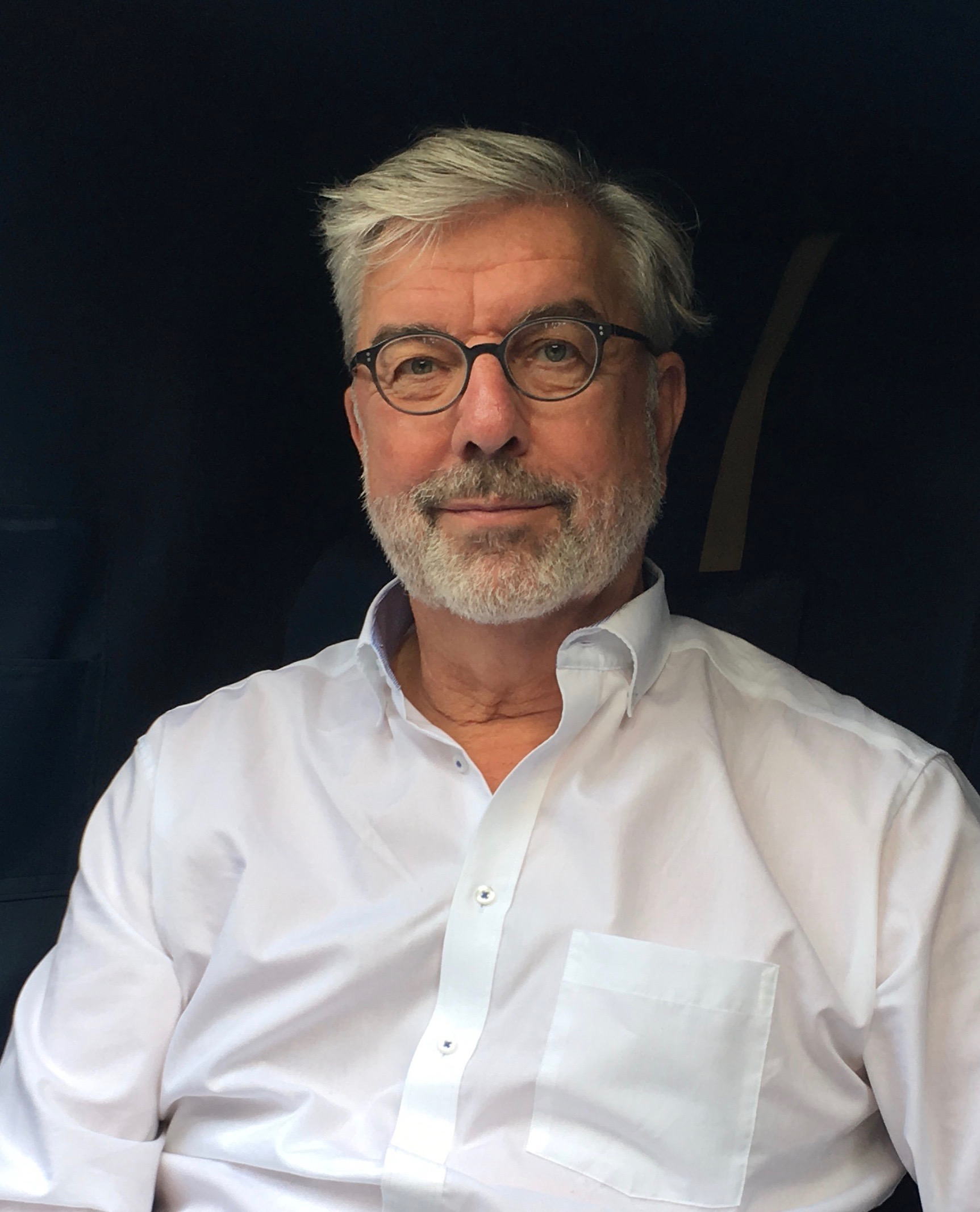
Michael Miersch (* 1956)

- Miersch, Ronny (* 1985), deutscher Schauspieler und Theaterregisseur
- Miersch, Wolfgang (* 1954), deutscher Radrennfahrer
- Mierswa, Wolfgang (* 1947), deutscher Pädagoge, Fußballschiedsrichter und Schiedsrichterfunktionär
- Mierswe, Knut (* 1982), deutscher Drehbuchautor
- Miertsching, Johann August (1817–1875), sorbisch-deutscher Missionar und Dolmetscher
- Mieruch, Mario (* 1975), deutscher Politiker (AfD)
- Mierzejewski, Adrian (* 1986), polnischer Fußballspieler
- Mierzejewski, Andrzej (* 1960), polnischer Radrennfahrer
- Mierzejewski, Łukasz (* 1982), polnischer Fußballspieler
- Mierzinsky, August (1762–1856), polnischer Edelmann, französisch-deutscher Polizeidirektor, Königlich Hannoverscher Kriegskommissär, Hofbuchhändler und Verleger sowie Sachbuchautor
- Mierzowski, Otto (1924–2012), deutscher Fußballspieler
- Mierzwa, Alexander (* 1974), deutscher Handballspieler und -trainer
- Mierzwa, Stanisław (1905–1985), polnischer Anwalt und Aktivist der Polnischen Volkspartei (PSL)
- Mierzwiak, Ingrid (* 1953), deutsche Volleyballspielerin
- Mierzwiak, Zygmunt (1929–2006), deutscher Schauspieler

### Mies
- Mies van der Rohe, Ludwig (1886–1969), deutscher ArchitektLudwig Mies van der Rohe (1886–1969)

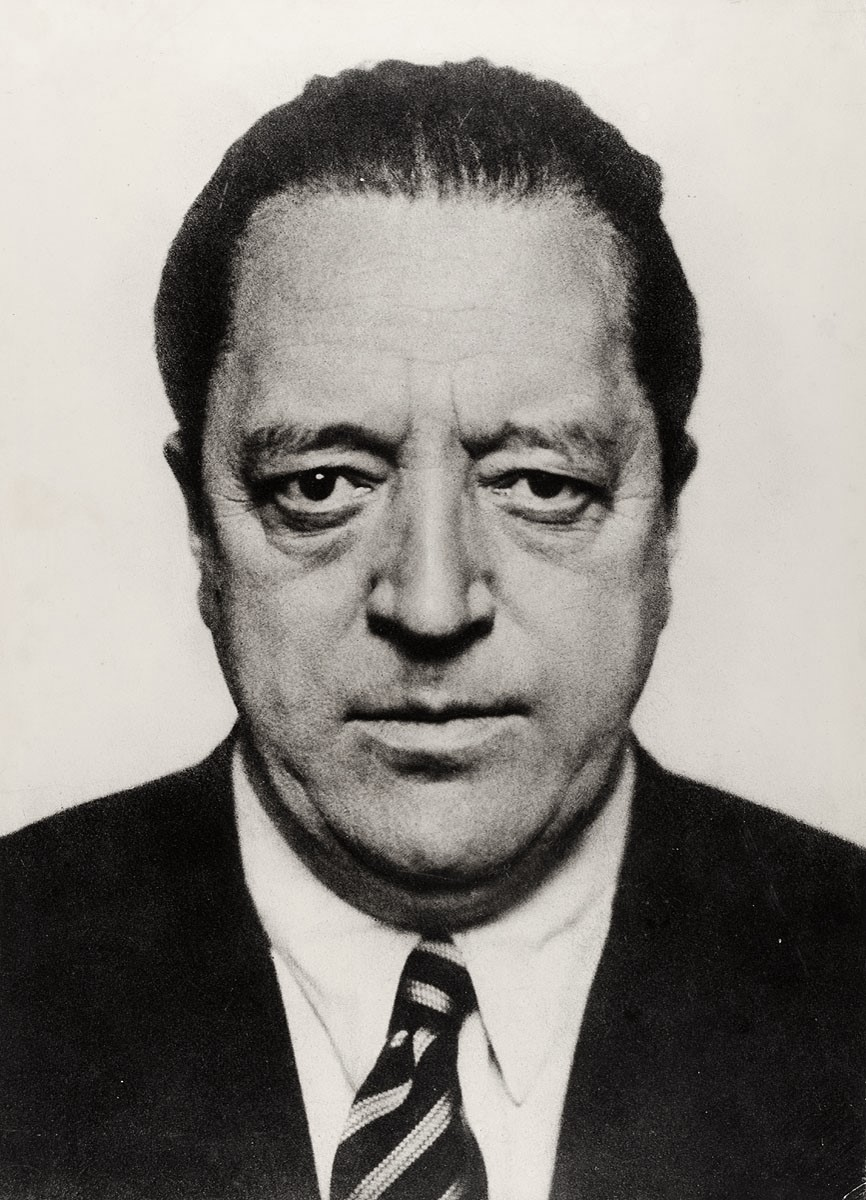
Ludwig Mies van der Rohe (1886–1969)

- Mies, Andreas (* 1990), deutscher Tennisspieler
- Mies, Christopher (* 1989), deutscher Automobilrennfahrer
- Mies, Ewald (1877–1962), deutscher Architekt und Steinmetz
- Mies, Herbert (1929–2017), deutscher Parteifunktionär (KPD, DKP)
- Mies, Marcus Michael (* 1969), deutscher Schauspieler
- Mies, Maria (1931–2023), deutsche Soziologin und Hochschullehrerin
- Mies, Richard W. (* 1944), US-amerikanischer Offizier, Admiral der US-Navy
- Mies, Ullrich (* 1951), deutscher Sachbuchautor
- Miesbach, Alois (1791–1857), österreichischer Industrieller
- Miesbauer, Hermann (* 1962), österreichischer Komponist, Musiker und Chemiker
- Miesch, Christian (* 1948), Schweizer Politiker (SVP)
- Miesch, Hans (1918–1993), Schweizer Diplomat
- Miescher, Alex (* 1968), Schweizer Sportler, Pilot und Sportfunktionär
- Miescher, Ernst (1905–1990), Schweizer Physiker
- Miescher, Friedrich (1844–1895), Schweizer PhysiologeFriedrich Miescher (1844–1895)

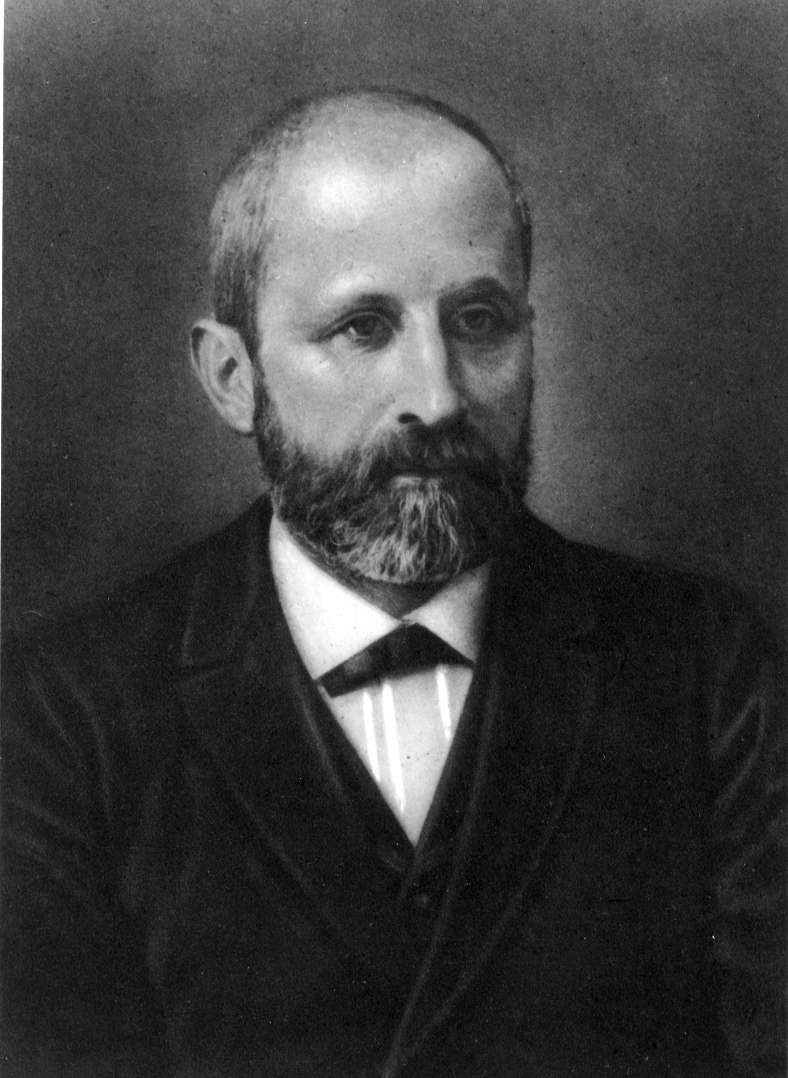
Friedrich Miescher (1844–1895)

- Miescher, Karl (1892–1974), Schweizer Chemiker
- Miescher, Rudolf (1880–1945), Schweizer Politiker und Offizier
- Miescher-His, Friedrich (1811–1887), Schweizer Anatom, Physiologe und Hochschullehrer
- Miesen, Alexander (* 1983), belgischer Politiker
- Miesen, Heinrich Eduard (1913–1947), deutscher Redakteur, Auslandsreporter, christlicher Gegner des Nationalsozialismus, Häftling im KZ Dachau und Verlagsleiter sowie Schriftsteller
- Miesenberger, Johanna (* 1974), österreichische Politikerin (ÖVP), Mitglied des Bundesrates
- Miesenberger, Klaus (* 1966), österreichischer Informatiker und Hochschullehrer
- Miesenböck, Fabian (* 1993), österreichischer Fußballspieler
- Miesenböck, Gero (* 1965), österreichischer Neurophysiologe
- Miesenböck, Marco (* 1989), österreichischer Fußballspieler
- Mieses, Jacques (1865–1954), deutsch-britischer Schachspieler
- Mieses, Matthias (1885–1945), polnischer Philologe, vergleichender Kulturhistoriker und Journalist
- Miesgang, Georg (1920–1987), deutscher Jurist und Kommunalpolitiker (CSU)
- Miesitschek von Wischkau, Gottlieb Sigismund Karl (1745–1810), preußischer Generalmajor
- Miesitschek von Wischkau, Karl (1859–1937), deutscher Verwaltungsjurist und Regierungsbeamter
- Mieskes, Hans (1915–2006), deutscher Erziehungswissenschaftler
- Miesler, Ernst (1879–1948), deutscher Landschafts-, Marine- und Stilllebenmaler
- Miesler, Johannes (1851–1905), deutscher Verleger in Berlin
- Miesmer, David (* 1983), österreichischer SchauspielerDavid Miesmer (* 1983)

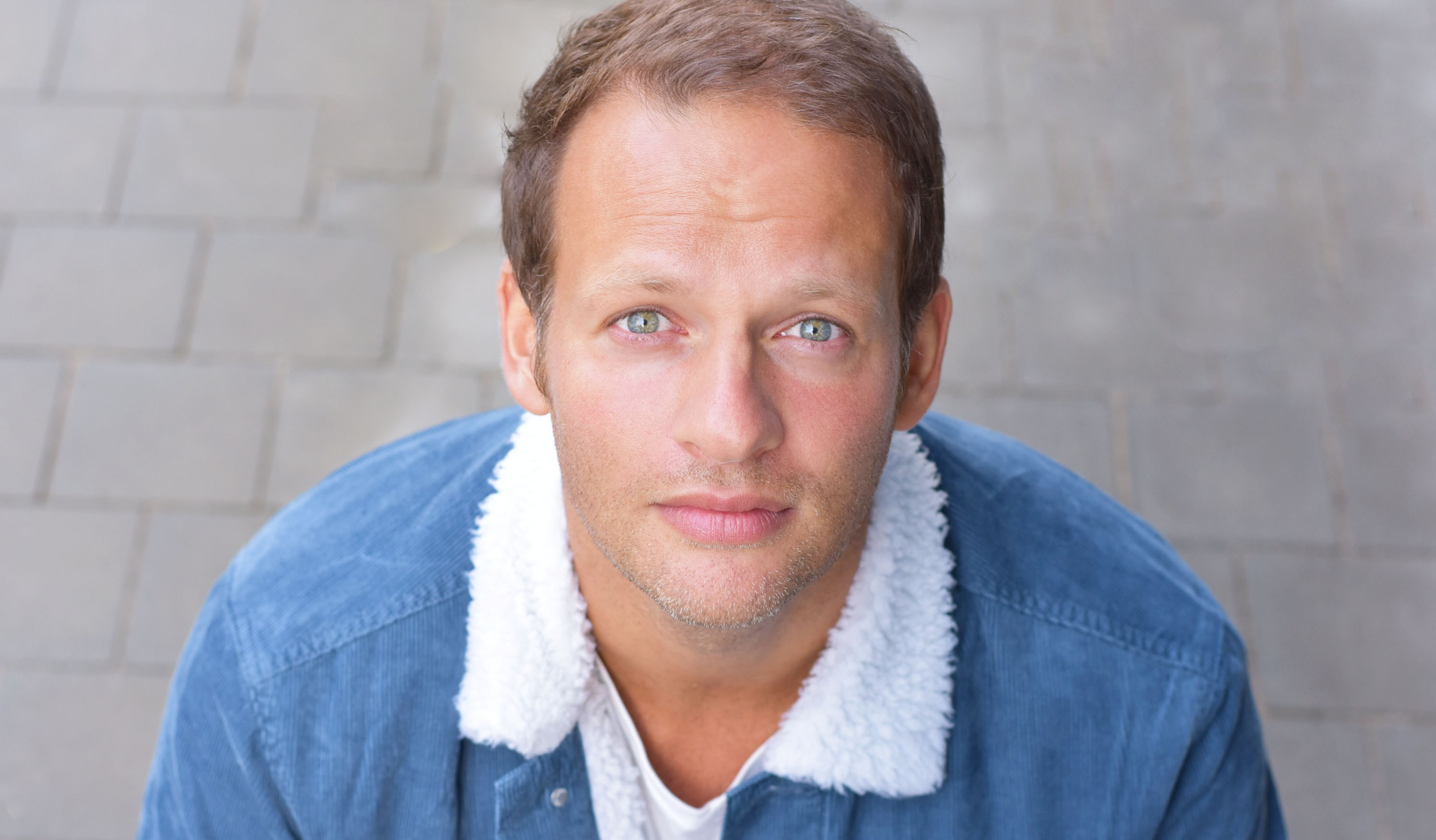
David Miesmer (* 1983)

- Miesner, Axel (* 1965), deutscher Politiker (CDU), MdL
- Miesner, Klaus (1935–1989), deutscher Handballspieler und Trainer
- Miess, Friedrich (1854–1935), Porträt- und Landschaftsmaler der Siebenbürger Sachsen
- Mießeler, Volker (* 1966), deutscher Politiker (CDU)
- Mießl von Zeileisen, Aloys (1759–1815), böhmischer Mineraloge
- Mießl von Zeileisen, Johann (1822–1898), böhmischer k. k. Hofrat, Statthaltereirat und Bezirkshauptmann von Karlsbad
- Mießl von Zeileisen, Johann Optat († 1842), böhmischer Postmeister, Fabrikbesitzer und Bürgermeister
- Mießl, Felix (1778–1861), österreichischer Beamter, Bürgermeister von Wiener Neustadt
- Mießl, Franz Anton (1731–1792), böhmischer Blaufarbenfabrikant, Großhändler und Unternehmer
- Mießl, Johann Nepomuk († 1802), böhmischer Oberzehnter und Berggerichtsbesitzer
- Mießmer, Karl-Heinz (* 1947), deutscher Fußballspieler
- Mießner, Hanns (1877–1957), deutscher Komponist, Organist, Dirigent und Chorleiter
- Miessner, Herwart (1911–2002), deutscher Politiker (DKP-DRP, DRP, FDP), MdB
- Mießner, Rudolf (1907–1973), deutscher Politiker (KPD/SED) und Jugendfunktionär (KJVD/FDJ)
- Miesterek, Otto (1894–1968), deutscher Politiker (KPD), MdL
- Miesterfeldt, Gerhard (* 1954), deutscher Politiker (SPD), MdL
- Miesz, Adolf (1888–1955), österreichischer Fußballschiedsrichter
- Mieszko, polnischer Prinz
- Mieszko (1045–1065), polnischer Prinz und möglicher Herzog von Kujawien
- Mieszko (1069–1089), polnischer Herzog
- Mieszko († 1242), Herzog von Schlesien, Herzog von Lebus (ab 1241)
- Mieszko († 1344), Herzog von Beuthen, Bischof von Neutra und Veszprém
- Mieszko der Jüngere († 1193), polnischer Herzog
- Mieszko I., polnischer HerzogMieszko I.

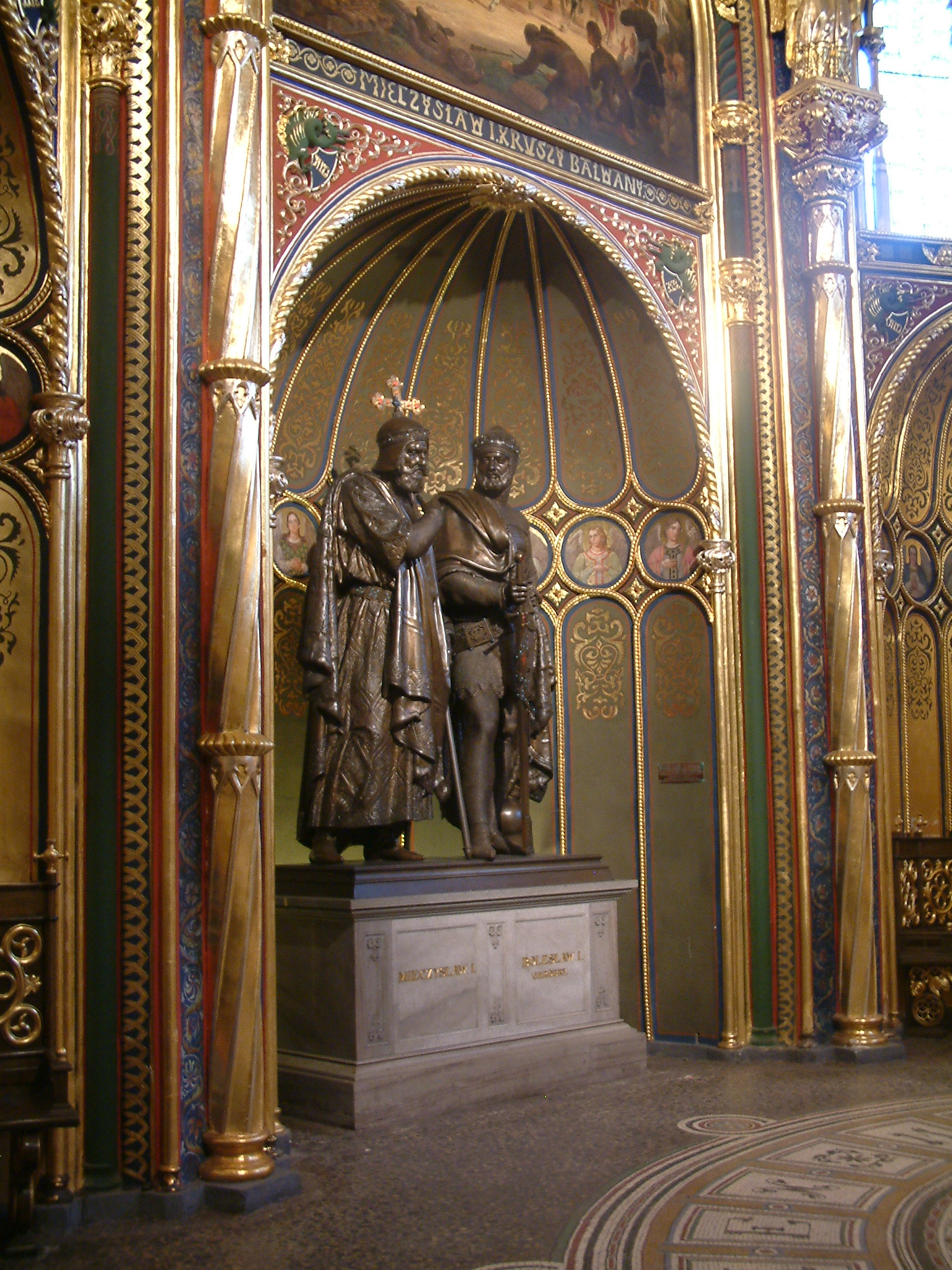
Mieszko I.

- Mieszko I. († 1211), Herzog von Schlesien; Herzog von Oppeln; Seniorherzog (Princeps) von Polen
- Mieszko II. († 1246), Herzog von Oppeln und Ratibor (1230–1246)
- Mieszko II. Lambert (990–1034), König, später Herzog von PolenMieszko II. Lambert (990–1034)

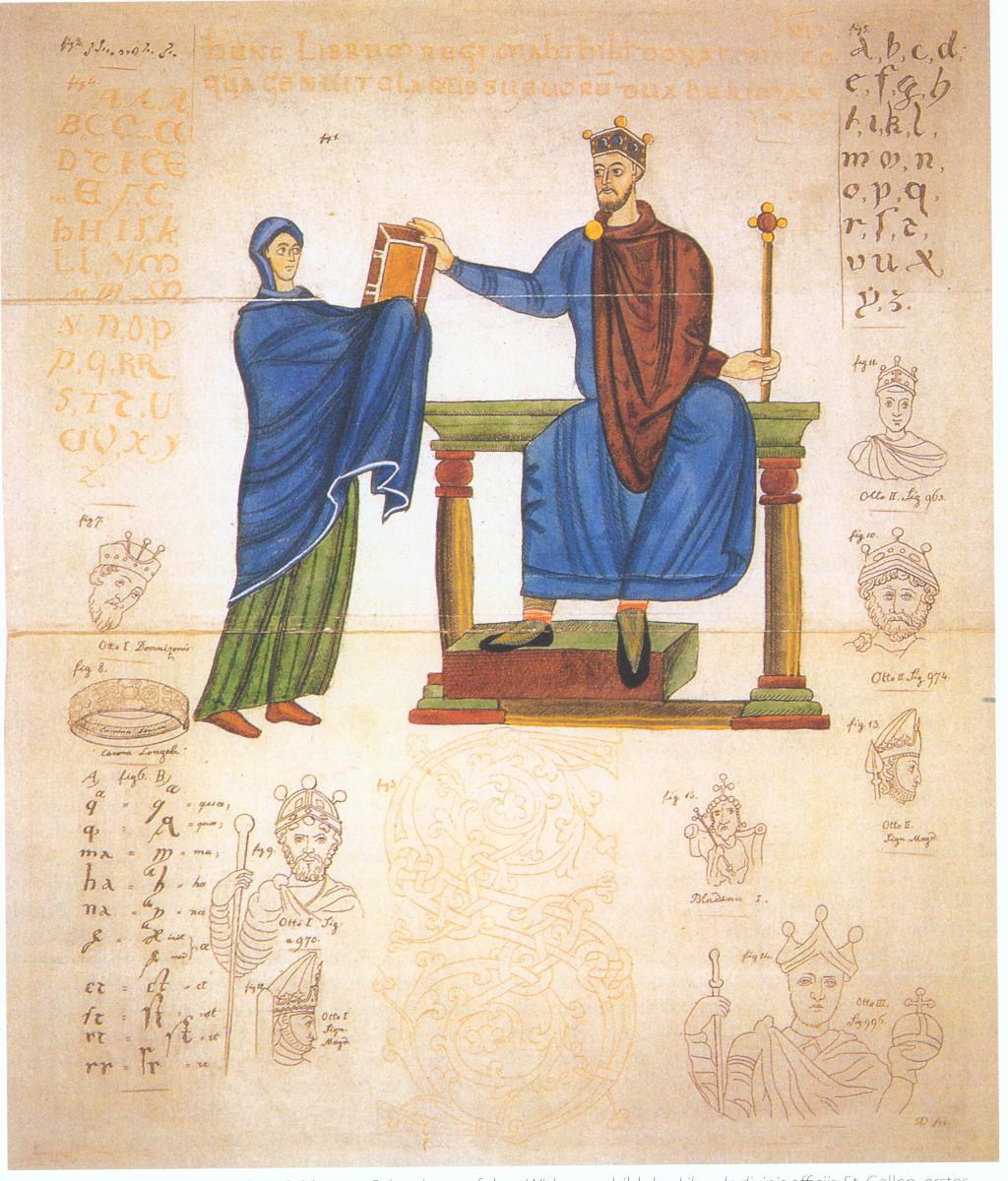
Mieszko II. Lambert (990–1034)

- Mieszko III. (1126–1202), Herzog von Großpolen, Herzog von Krakau und Herzog-Senior von Polen
- Mieszkowska, Anna (1958–2025), polnische Theaterwissenschaftlerin und Journalistin
- Mieszkowski, Mike (* 1992), deutscher Eishockeyspieler
- Mieszkowski, Stanisław (1903–1952), polnischer Marineoffizier

### Miet
- Miete, August (1908–1987), deutscher SS-Unterscharführer und verurteilter Kriegsverbrecher im Treblinka-Prozess
- Mietelski, Marek (* 1933), polnischer Pianist und Musikpädagoge
- Mietelski, Władysław (1906–1991), polnischer Skispringer
- Mietens, Carl (1933–1990), deutscher Pädiater, Virologe und Hochschullehrer
- Mietens, Willi (1878–1933), deutscher Bankdirektor und Mitglied des Provinziallandtages der Provinz Hessen-Nassau
- Mieth, Benno (1925–2011), deutsch-sorbischer Schauspieler
- Mieth, Corinna (* 1972), deutsche Philosophin
- Mieth, Dietmar (* 1940), katholischer Moraltheologe und Hochschullehrer
- Mieth, Friedrich (1888–1944), deutscher Offizier, zuletzt General der Infanterie
- Mieth, Günter (1929–2018), deutscher Pfarrer, Superintendent und Zwickauer Ehrenbürger
- Mieth, Günter (1931–2013), deutscher Germanist und Literaturhistoriker
- Mieth, Hansel (1909–1998), deutsch-amerikanische Fotojournalistin
- Mieth, Katja Margarethe (* 1968), deutsche Kunsthistorikerin
- Mieth, Kerstin (* 1972), deutsche Politikerin (Die Linke), Staatssekretärin a. D.
- Mieth, Michael († 1686), deutsch-österreichischer Hauptmann, Feuerwerker und Militärtechniker
- Mieth, Nicole (* 1990), deutsche SchauspielerinNicole Mieth (* 1990)

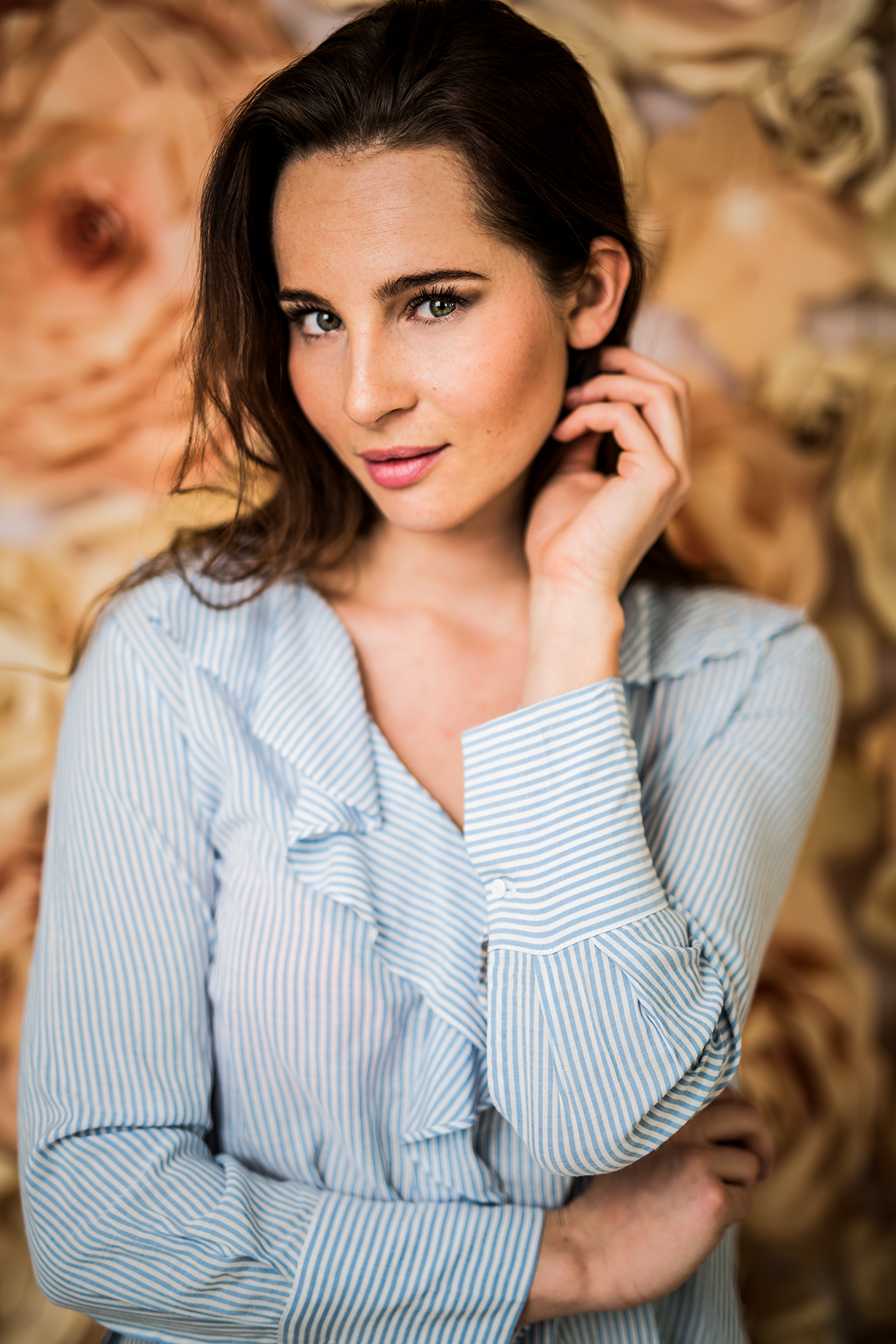
Nicole Mieth (* 1990)

- Miethe, Adolf (1862–1927), deutscher Photochemiker und -physiker
- Miethe, Georg (1863–1939), deutscher Jurist und Politiker
- Miethe, Hugo (* 1859), deutscher Hüttendirektor und Landtagsabgeordneter
- Miethe, Ingrid (* 1962), deutsche Erziehungswissenschaftlerin und Universitätsprofessorin für Allgemeine Erziehungswissenschaft an der Justus-Liebig-Universität Gießen
- Miethe, Johann Friedrich (1791–1832), Pfefferküchler und Schokoladenfabrikant
- Miethe, Käthe (1893–1961), deutsche Schriftstellerin
- Miethe, Manfred (* 1950), deutscher Schriftsteller und Übersetzer
- Miethe, Peter (* 1944), deutscher Konteradmiral der Volksmarine
- Miethe, Robert (1877–1975), deutscher Kapitän und Kap Hoornier
- Miethe, Werner (1906–1968), deutscher Bahnradsportler
- Miethke, Helmuth (* 1897), deutscher Schriftsteller
- Miethke, Jürgen (* 1935), deutscher Bankmanager, Präsident des Sparkassen- und Giroverbandes für Schleswig-Holstein
- Miethke, Jürgen (* 1938), deutscher Historiker
- Miethke, Otto Maria (1881–1922), österreichischer Maler, Graphiker, Illustrator und Lyriker
- Miethling, Wolf-Dietrich (* 1949), deutscher Sportwissenschaftler
- Miethlinger, Jürgen (* 1966), österreichischer Kunststofftechniker und Hochschullehrer
- Mietke, Georg († 1770), norddeutscher Klavier- und Instrumentenbauer
- Mietke, Georg Friedrich (* 1746), norddeutscher Klavier- und Instrumentenbauer
- Mietke, Michael († 1719), norddeutscher Cembalobauer
- Mietke, Michael († 1754), norddeutscher Klavier- und Instrumentenbauer
- Mieto, Juha (* 1949), finnischer Skilangläufer und Politiker, Mitglied des ReichstagsJuha Mieto (* 1949)

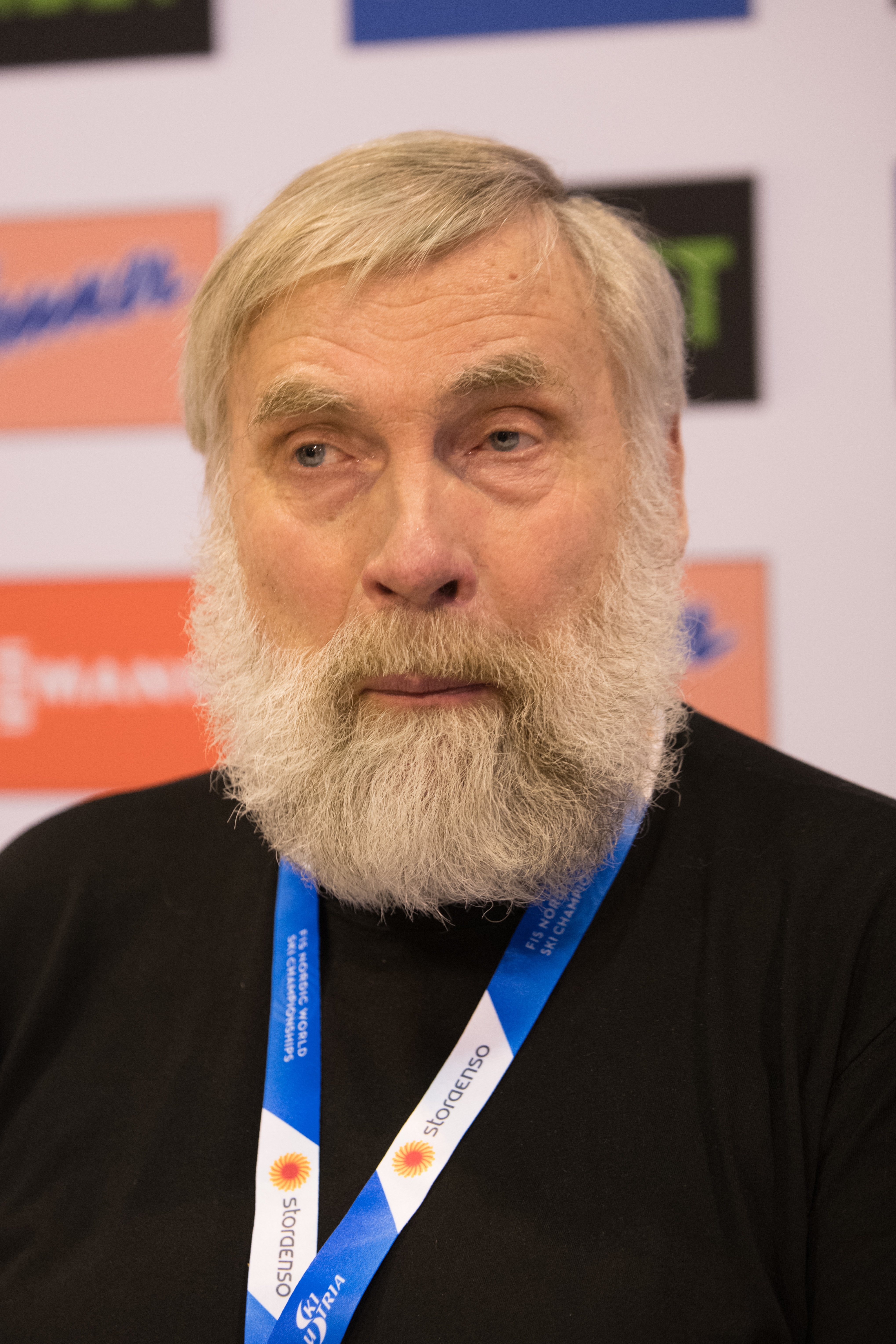
Juha Mieto (* 1949)

- Mietta (* 1969), italienische Sängerin
- Miettinen, Antti (* 1980), finnischer Eishockeyspieler und -trainer
- Miettinen, Antti-Jussi (* 1983), finnischer Eishockeyspieler
- Miettinen, Camilo (* 1986), finnischer Eishockeyspieler
- Miettinen, Hannes (1893–1968), finnischer Langstreckenläufer
- Miettinen, Rauno (* 1949), finnischer Nordischer Kombinierer
- Miettinen, Tommi (* 1975), finnischer Eishockeyspieler
- Mietto, Paolo (1934–2020), italienischer römisch-katholischer Ordensgeistlicher und Generalsuperior sowie Apostolischer Vikar von Napo
- Miettunen, Martti (1907–2002), finnischer Politiker, Mitglied des Reichstags und Ministerpräsident
- Miettunen, Ville (* 1992), finnischer Freestyle-Skier
- Miętus, Grzegorz (* 1993), polnischer Skispringer
- Miętus, Krzysztof (* 1991), polnischer Skispringer
- Mietz, August (1898–1989), deutscher Politiker (NSDAP), MdR
- Mietz, Dieter (* 1943), deutscher Fußballspieler
- Mietz, Georg-Wilhelm (1932–2005), deutscher Politiker (CDU), MdL
- Mietzel, Gerd (* 1936), deutscher Psychologe und Hochschullehrer
- Mietzner, Franziska (* 1988), deutsche Handballspielerin
- Mietzner, Jochen (* 1943), deutscher Ruderer
- Mietzner, Katrin (* 1959), deutsche Handballspielerin
- Mietzner, Mark (* 1978), deutscher Betriebswirt und Professor für Bank- und Finanzwirtschaft
- Mietzner, Ulrike (* 1955), deutsche Erziehungswissenschaftlerin
- Mietzsch, Andreas (* 1957), deutscher Journalist, Autor und Unternehmer
- Mietzsch, Fritz (1896–1958), deutscher Chemiker

### Miev
- Mieves, Matthias (* 1985), deutscher Politiker (SPD), MdB
- Miéville, Adrien (1890–1964), Schweizer Politiker (PdA, ehemals FDP und SP)
- Miéville, Alain (* 1985), Schweizer Eishockeyspieler
- Miéville, Anne-Marie (* 1945), Schweizer Filmemacherin
- Miéville, China (* 1972), englischer Fantasy-SchriftstellerChina Miéville (* 1972)

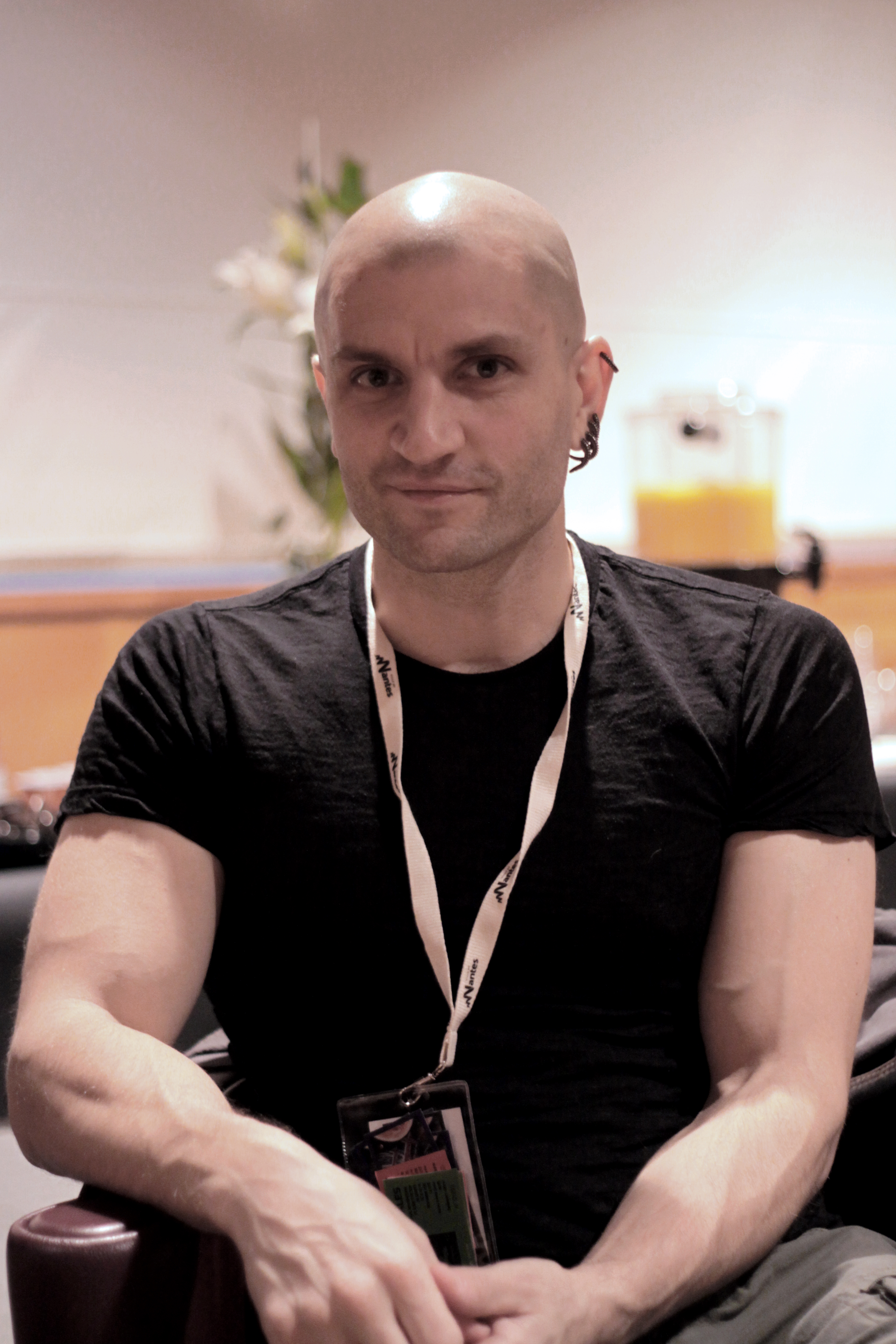
China Miéville (* 1972)

- Miéville, Marceline (1921–2014), Schweizer Politikerin

### Miez
- Miez, Georges (1904–1999), Schweizer Turner
- Mieželaitis, Eduardas (1919–1997), litauischer Lyriker
- Miezis, Nauris (* 1991), lettischer Basketballspieler
- Miezis, Normunds (* 1971), lettischer Schachgroßmeister